# Бельский краеведческий музей
Бельский краеведческий музей — краеведческий музей города Белый, Тверская область. Является одним из филиалов Тверского государственного объединенного музея.

## История
Начало Бельскому краеведческому музею было положено в 1919 году, когда в него свозили вещи из национализированных дворянских усадеб.
Официально музей открыт 14 августа 1925 года при уездном обществе краеведения.

## Экспозиции
В 1937 году была создана новая краеведческая экспозиция. В то время в фондах музея хранилось около 400 экспонатов. Особо ценной и интересной являлась коллекция серебряных византийских и арабских монет XII—XIII вв. из клада, обнаруженного у д. Гридякино. Но в первые дни фашистской оккупации (октябрь 1941 г.) краеведческая экспозиция была разграблена захватчиками.
В основу экспозиции послевоенного музея легли воспоминания советских воинов, оборонявших и освобождавших город и район, их фотографии, личные вещи. Эти материалы, собранные учителями-краеведами В.К. Ильиной и П.В. Ивановым, а также реликвии с полей сражений стали первыми экспонатами музея, вновь открытого в 1960-е годы.
В день 65-летия освобождения города от фашистских оккупантов, 10 марта 2008 г., открыта современная экспозиция музея. В 2-х залах развернуты три тематические экспозиции, рассказывающие об истории Бельского края.
В зале, посвященном истории крестьянства Бельского уезда воссоздана часть избы крестьянина, представлены коллекция женского крестьянского костюма начала XX века, ткацкий стан, прялка-самопряха, глиняные горшки — изделия гончаров и многие другие предметы быта.
Об истории крепости Белой, порубежного края Русского государства в XIV—XVI веках, рассказывают кольчуга русского воина, пушка, пушечные ядра, боевые и строительные топоры.
Особая страница в истории Бельского края — боевые действия на территории района в 1941—1943 гг. В музее представлены карты-схемы, плакаты, газеты военного времени, фотографии участников боев, образцы вооружения и снаряжения красноармейцев и солдат вермахта, реликвии с полей сражений рассказывают об оборонительных боях в июле — октябре 1941 г., о наступательных операциях советских войск в 1942—1943 гг.
В небольшом выставочном зале экспонируются временные выставки. В фондах музея насчитывается 5219 единиц хранения.
Ежегодно музей посещают более 2000 человек.

## Галерея

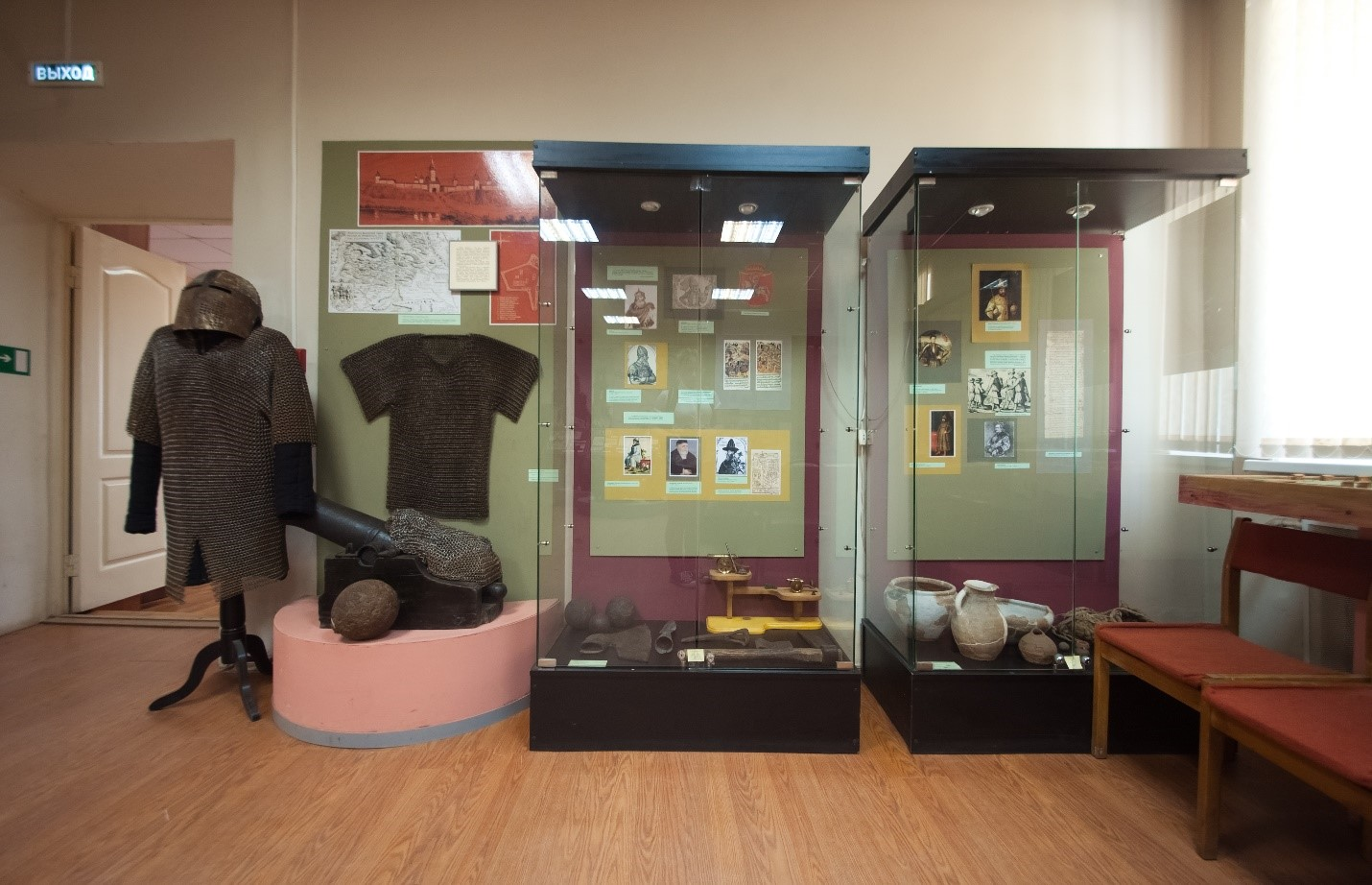
Зал Бельского краеведческого музея
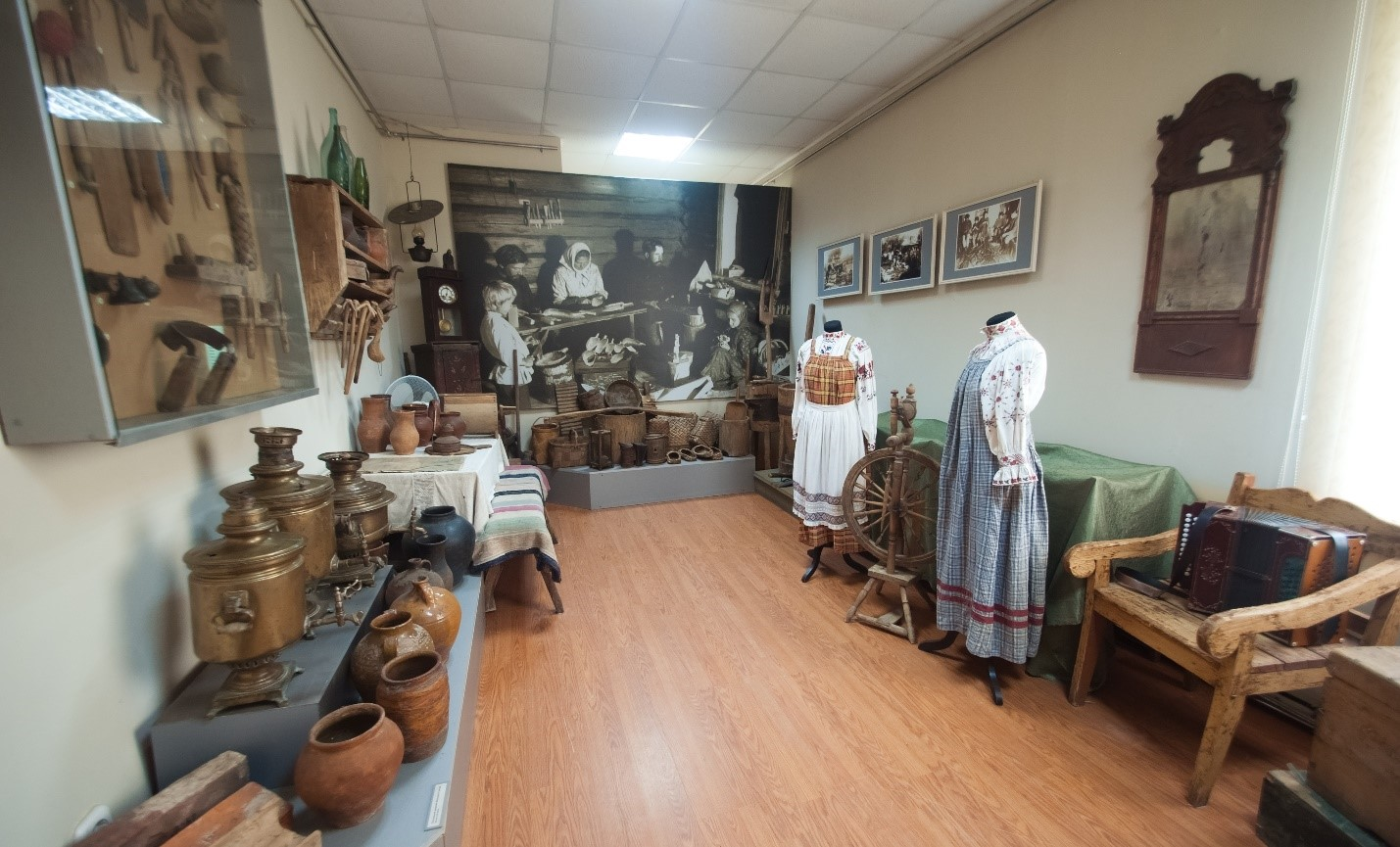
Зал экспозиции Бельского краеведческого музея
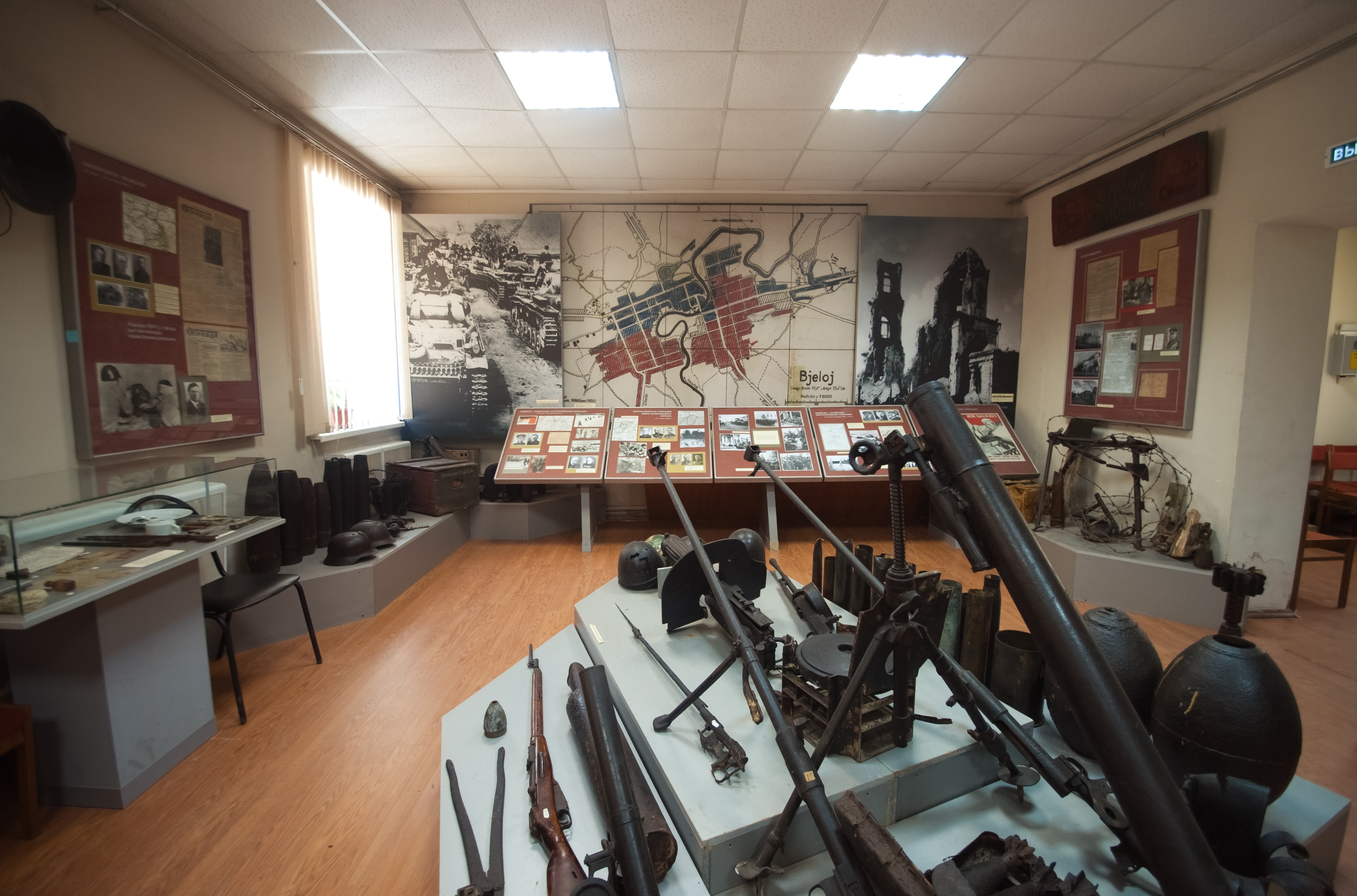
Зал Бельского краеведческого музея1